# الحديقة النباتية الأسترالية (جبل أنان)
الحديقة النباتية الأسترالية في جبل أنان تبلغ مساحتها 416 هكتار أي ما يعادل 1030 فدان وتقع في ضاحية جبل أنان الجبلية في جنوب غرب سيدني بين منطقتي كامبلتاون وكامدن في نيو ساوث ويلز. وهي أكبر حديقة نباتية في أستراليا تختص بالنباتات المحلية وتضم مجموعة أكثر من أربعة آلاف نوع من النباتات. وقد افتتحتت رسمياً عام 1988 وكانت تعرف باسم حديقة جبل أنان النباتية حتى عام 2011.

## التاريخ والإدارة
كان الحراس التقليديين للأرض التي تشغلها الحديقة الآن هم سكان دراوال [الإنجليزية] الأستراليين الأصليين. وتحولت الحديقة فيما بعد إلى مراعي لإنتاج الألبان وذلك قبل أن يتم استملاك الأرض من قبل أمانة رويال بوتانيك غاردنز في عام 1984 وقامت ساره فيرجسون دوقة يورك بافتتاحها لعامة الناس عام 1988. تقوم أمانة رويال بوتانيك غاردنز بإدارة الحدائق التي تتاجر في الحدائق النباتية ومنتزهات السينتانيال، بالإضافة إلى أنها مسؤولة عن رويال بوتانيك غاردنز في سيدني وحديقة بلو ماوتنز النباتية في جبل توما، كما تعد الأمانة قسماً من مكتب البيئة والتراث في نيو ساوث ويلز.
لقد كان اسم الحديقة الأصلي حديقة جبل أنان النباتية غيير الاسم في عام 2011 إلى الحديقة النباتية الأسترالية في جبل أنان. وفي عام 2014 أجريت حملة Save a Species Walk لجمع التبرعات من أجل دعم إنقاذ أنواع محددة من النباتات.

## وصف الحديقة
تتألف الحديقة من غابات أسترالية ونباتات مزروعة وهي حديقة النباتات الأسترالية الخاصة بأمانة بوتانيك جاردنز. وهذه الحديقة لا تقتصر على أماكن النزهة ومسارات المشي التي يبلغ طولها أكثر من 20 كيلومتراً (أي ما يعادل 12 ميل) فحسب بل إنها تضم منشأة أبحاث نباتية محلية وبنك البذور في نيو ساوث ويلز.